# Lac Ontario (Titan)
Ontario Lacus
Cet article concerne le lac de Titan, le satellite de Saturne. Pour le lac situé au Canada, sur Terre, voir lac Ontario.
Pour les articles homonymes, voir Ontario (homonymie).
Le lac Ontario,,,, en latin Ontario Lacus, est un lac d'hydrocarbures légers et d'azote liquide d'une température ne dépassant pas 85 K (soit de l'ordre de −190 °C) sous une pression d'environ 147 kilopascals (1,45 Atmosphère) situé sur le satellite Titan de la planète Saturne par 72° S et 183° W. Long d'environ 235 kilomètres, sa superficie est de l'ordre de 20 000 kilomètres carrés, comparable à celle du lac Ontario situé sur Terre, auquel il ressemble également par la forme, d'où son nom.

## Géographie

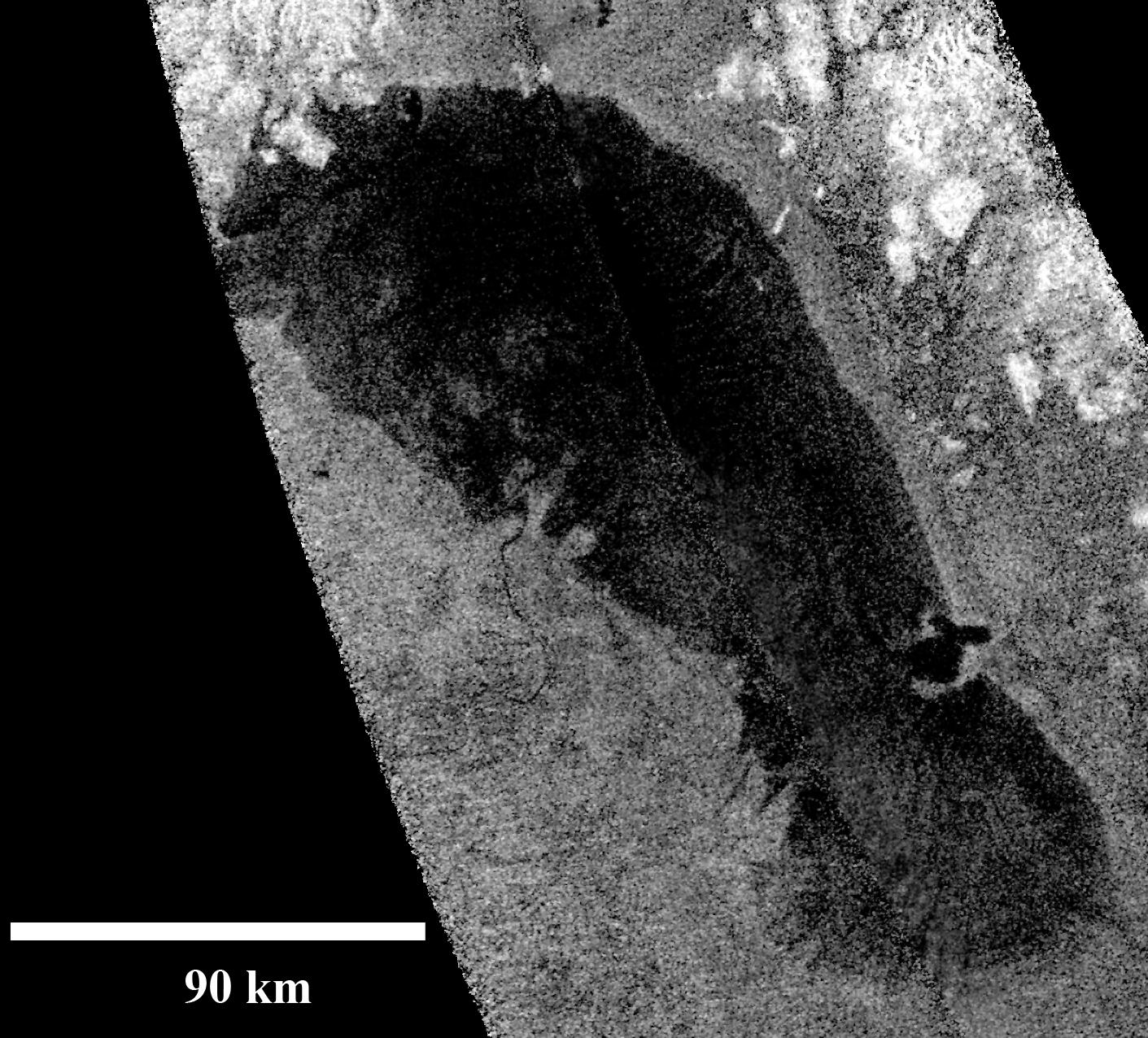
Image radar du lac Ontario prise par la sonde Cassini le 12 janvier 2010.

Le lac Ontario mesure environ 230 kilomètres pour 50 à 100 kilomètres de large, sur une superficie totale de 15 000 à 20 000 kilomètres carrés.
Les images radar détaillées prises par la sonde Cassini le 12 janvier 2010 indiquent que la côte nord du lac possède des collines, d'environ 1 kilomètre d'altitude, et des vallées fluviales inondées. Une côte douce et sculptée par les vagues est visible sur sa partie nord-est. La partie sud-est du lac présente une baie arrondie.
Le centre de la côte occidentale présente le premier delta clairement observé sur Titan, indiquant que les hydrocarbures liquides descendant de la plaine ont modifié leur cours en formant au moins deux lobes.

## Découverte
L'imagerie radar à synthèse d'ouverture (SAR) de la sonde Cassini a permis d'identifier en été 2005 près du pôle Sud de Titan la première surface plane — en l'occurrence, le lac Ontario — interprétée comme celle d'une étendue liquide de méthane (CH4) et d'éthane (C2H6), des alcanes légers. Le spectromètre cartographe infrarouge et visible (VIMS) de Cassini a permis par la suite de préciser la nature de cette surface et d'établir qu'il s'agit bien de méthane liquide mélangé à de l'éthane et d'autres hydrocarbures légers, ainsi qu'à de l'azote liquide.
Paradoxalement, alors que le premier d'entre eux a été repéré près du pôle Sud, la plupart des lacs identifiés depuis à la surface de Titan sont situés près du pôle Nord de l'astre, où ils ne seraient peut-être pas permanents mais migreraient d'un pôle à l'autre au gré des saisons, voire en un cycle de 45 000 ans. Le plus grand lac actuellement identifié sur Titan est Kraken Mare.
Titan est, à ce jour, le seul objet céleste avec la Terre où du liquide a été formellement caractérisé en surface.
Des comparaisons de photographies prises par la sonde Cassini ont indiqué que le niveau du lac Ontario avait baissé de plus de 4 mètres, le trait de côte ayant reculé de près de 10 kilomètres par endroits.